# 67a Mostra Internacional de Cinema de Venècia
La 67a Mostra Internacional de Cinema de Venècia va tenir lloc de l'1 a l'11 de setembre de 2010. El director i guionista estatunidenc Quentin Tarantino va ser president del jurat. La pel·lícula que va obrir el festival va ser Black Swan de Darren Aronofsky i la pel·lícula que el va tancar va ser The Tempest de Julie Taymor. John Woo va ser guardonat amb el Lleó d'Or per tota la seva carrera abans del començament del festival.

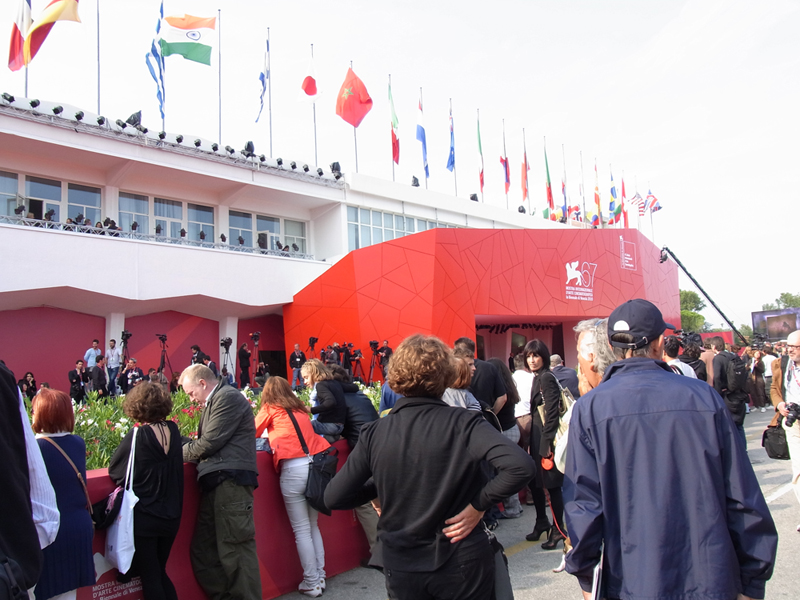
67a Mostra del Festival

El Lleó d'Or per la millor pel·lícula en competició fou atorgat a Somewhere, dirigit per Sofia Coppola. El Lleó d'Argent al millor director fou atorgat a Álex de la Iglesia, per Balada triste de trompeta. En una ruptura amb la tradició de limitar una pel·lícula a no rebre més d'un premi important, el Premi Especial del Jurat i el de Millor Actor (la Copa Volpi) va anar a la mateixa pel·lícula, Essential Killing de Jerzy Skolimowski. En el passat, cap pel·lícula havia rebut dos premis importants. Representant al jurat, el director estatunidenc Quentin Tarantino va fer una crida al cap del Festival, Marco Müller, per modificar les normes. Aquest canvi de regla es mantindrà per a futures edicions del Festival.
Després del Festival, el crític de cinema italià Paolo Mereghetti va criticar les decisions preses pel jurat en la concessió de premis i va assenyalar Tarantino, acusant-lo de favoritisme. Aquest va negar l'acusació.

## Jurats
El jurat de la Mostra de 2010 va estar format per:
Competició principal (Venezia 67)
- Quentin Tarantino, director, guionista i actor estatunidenc (President)
- Guillermo Arriaga, escriptor, guionista director i productor mexicà
- Ingeborga Dapkunaite, actriu de teatre i cinema lituana
- Arnaud Desplechin, director i guionista francès
- Danny Elfman, compositor, cantant i productor musical estatunidenc
- Luca Guadagnino, director de cinema italià
- Gabriele Salvatores, director i guionista italià

Horitzons (Orizzonti)
- Shirin Neshat, artista visual iraniana (cinema, vídeo, gotografia) (Presidenta)
- Raja Amari, director i guionista tunisià
- Lav Diaz, cineasta independent filipí
- Alexander Horwath, director del Museu del Cinema Austríac, antic director de Viennale
- Pietro Marcello, director italià

Opera Prima (Premi "Luigi de Laurentiis" a la pel·lícula de degut)
- Fatih Akin, director, guionista i productor alemany (President)
- Nina Lath Gupta, funcionari del National Film Development Corporation of India
- Stanley Kwan, director i productor de Hong Kong
- Samuel Maoz, director italià
- Jasmine Trinca, actriu italiana

Controcampo Italiano
- Valerio Mastandrea, Actor de cinema, escenari i televisió italià (President)
- Susanna Nicchiarelli, directora, guionista i actriu italiana
- Dario Edoardo Viganò, Director del Centre de Televisió Vaticà

Persol 3-D
- Shimizu Takashi, cineasta japonès (President)
- Jim Hoberman, crític de cinema i acadèmic estatunidenc
- David Zamagni, director i cineasta italià

## Selecció oficial

### En competició
El Lleó d'Or fou atorgat a Somewhere, dirigida per Sofia Coppola, una pel·lícula basada en part en la infància de Coppola com a filla de l'aclamat director estatunidenc Francis Ford Coppola. Quentin Tarantino, el president del jurat que va atorgar el premi, va declarar que "creixia i creixia en els nostres cors, en les nostres ments, en els nostres sentiments". La decisió del jurat va ser unànime. Després de rebre el premi, Coppola va retre tribut al seu pare per "ensenyar-me". La pel·lícula russa Ovsyanki i la pel·lícula xilena Post Mortem havien estat considerades favorites al premi.
Les següents pel·lícules competien pel premi:
| Títol original                 | Director(s)            | País de producció                    |
| ------------------------------ | ---------------------- | ------------------------------------ |
| Jūsannin no Shikaku            | Takashi Miike          | Japó, Regne Unit                     |
| Attenberg                      | Athina Rachel Tsangari | Grècia                               |
| Barney's Version               | Richard J. Lewis       | Canadà, Itàlia                       |
| Black Swan                     | Darren Aronofsky       | Estats Units                         |
| Vénus noire                    | Abdellatif Kechiche    | França                               |
| Dí Rénjié Zhī Tōngtiān Dìguó   | Tsui Hark              | R.P. de la Xina                      |
| Jiabiangou                     | Wang Bing              | R.P. de la Xina                      |
| Essential Killing              | Jerzy Skolimowski      | Polònia, Noruega, Hongria, Irlanda   |
| Happy Few                      | Antony Cordier         | França                               |
| Meek's Cutoff                  | Kelly Reichardt        | Estats Units                         |
| Miral                          | Julian Schnabel        | Estats Units, França, Itàlia, Israel |
| Noi credevamo                  | Mario Martone          | Itàlia, França                       |
| Noruwei no Mori                | Tran Anh Hung          | Japó                                 |
| La passione                    | Carlo Mazzacurati      | Itàlia                               |
| La pecora nera                 | Ascanio Celestini      | Itàlia                               |
| Post Mortem (pel·lícula)       | Pablo Larraín          | Xile, Mèxic, Alemanya                |
| Potiche                        | François Ozon          | França                               |
| Promises Written in Water      | Vincent Gallo          | Estats Units                         |
| Road to Nowhere                | Monte Hellman          | Estats Units                         |
| Balada triste de trompeta      | Álex de la Iglesia     | Espanya, França                      |
| Ovsyanki (Овсянки)             | Aleksei Fedorchenko    | Rússia                               |
| La solitudine dei numeri primi | Saverio Costanzo       | Itàlia, Alemanya, França             |
| Somewhere                      | Sofia Coppola          | Estats Units                         |
| Drei                           | Tom Tykwer             | Alemanya                             |

Títol il·luminat indica guanyador del Lleó d'Or.

### Fora de competició
Les següents pel·lícules foren exhibides "fora de competició":
| Títol original                                     | Director(s)                   | País de producció          |
| -------------------------------------------------- | ----------------------------- | -------------------------- |
| 1960                                               | Gabriele Salvatores           | Itàlia                     |
| All Inclusive 3D                                   | Nadia Ranocchi, David Zamagni | Itàlia                     |
| Vallanzasca - Gli angeli del male                  | Michele Placido               | Itàlia                     |
| Tung ngaan 3D                                      | Oxide Pang Chun, Danny Pang   | Hong Kong, R.P. de la Xina |
| Dante Ferretti: production designer                | Gianfranco Giagni             | Itàlia                     |
| Gorbaciof - Il cassiere col vizio del gioco        | Stefano Incerti               | Itàlia                     |
| I'm Still Here                                     | Casey Affleck                 | Estats Units               |
| Jīng Wǔ Fēng Yún－Chén Zhēn                        | Andrew Lau                    | Hong Kong                  |
| A Letter to Elia                                   | Martin Scorsese, Kent Jones   | Estats Units               |
| Lope                                               | Andrucha Waddington           | Espanya, Brasil            |
| Machete                                            | Robert Rodriguez              | Estats Units               |
| Niente paura                                       | Piergiorgio Gay               | Itàlia                     |
| Notizie degli scavi                                | Emidio Greco                  | Itàlia                     |
| Passione                                           | John Turturro                 | Itàlia                     |
| La prima volta e Venezia                           | Antonello Sarno               | Itàlia                     |
| Raavan                                             | Mani Ratnam                   | Índia                      |
| Jiàn Yǔ                                            | John Woo, Su Chao-pin         | R.P. de la Xina, Hong Kong |
| Sei Venezia                                        | Carlo Mazzacurati             | Itàlia                     |
| Senritsu meikyu 3D                                 | Takashi Shimizu               | Japó                       |
| Yongxin Tiao                                       | Stanley Kwan                  | R.P. de la Xina            |
| Sorelle mai                                        | Marco Bellocchio              | Itàlia                     |
| Taikong xia 3D                                     | Zhang Yuan                    | R.P. de la Xina            |
| Přežít svůj život                                  | Jan Švankmajer                | Txèquia                    |
| 'The Tempest                                       | Julie Taymor                  | Estats Units               |
| That Girl in Yellow Boots                          | Anurag Kashyap                | Índia                      |
| The Town                                           | Ben Affleck                   | Estats Units               |
| L'ultimo gattopardo: ritratto di Goffredo Lombardo | Giuseppe Tornatore            | Itàlia                     |
| Zeburâman: Zebura Shiti no gyakushû                | Takashi Miike                 | Japó                       |

### Horitzons
A partir del 2010, aquesta secció, dedicada a les noves tendències del cinema mundial, s'ha obert a totes les obres "extra format", mentre que s'han creat quatre nous premis.
Pel·lícules
| Pel·lícules de realitat i ficció           | Pel·lícules de realitat i ficció      | Pel·lícules de realitat i ficció      | Pel·lícules de realitat i ficció |
| Títol original                             | Director(s)                           | País de producció                     |                                  |
| ------------------------------------------ | ------------------------------------- | ------------------------------------- | -------------------------------- |
| Bangdokpi                                  | Gok and Sun Kim                       | Corea del Sud                         |                                  |
| Better Life                                | Isaac Julien                          | Regne Unit, R.P. de la Xina           |                                  |
| Caracremada                                | Lluís Galter                          | Espanya                               |                                  |
| Tsumetai nettaigyo                         | Sion Sono                             | Japó                                  |                                  |
| Dharma Guns (La succession Starkov)        | F.J. Ossang                           | França, Portugal                      |                                  |
| Malavoglia                                 | Pasquale Scimeca                      | Itàlia                                |                                  |
| En El Futuro (52´)                         | Mauro Andrizzi                        | Argentina                             |                                  |
| Jean Gentil                                | Laura Amelia Guzmán i Israel Cárdenas | República Dominicana, Mèxic, Alemanya |                                  |
| Nainsukh                                   | Amit Dutta                            | Suïssa, Índia                         |                                  |
| News from Nowhere                          | Paul Morrissey                        | Estats Units                          |                                  |
| Oki-Eui Young-Hwa (pel·lícula de clausura) | Hong Sang-soo                         | Corea del Sud                         |                                  |
| La belle endormie (pel·lícula d'apertura)  | Catherine Breillat                    | França                                |                                  |
| Verano de Goliat                           | Nicolás Pereda                        | Mèxic, Canadà                         |                                  |
| A Espada e a Rosa                          | João Nicolau                          | Portugal, França                      |                                  |

| Documentals                                                    | Documentals                          | Documentals                        | Documentals |
| Títol original                                                 | Director(s)                          | País de producció                  |             |
| -------------------------------------------------------------- | ------------------------------------ | ---------------------------------- | ----------- |
| Fading (pel·lícula experimental, 58´)                          | Olivier Zabat                        | França                             |             |
| The Forgotten Space                                            | Noel Burh, Allan Sekula              | Països Baixos, Àustria             |             |
| Guest                                                          | José Luis Guerin                     | Espanya                            |             |
| K.364 a Journey by Train [fora de competició]                  | Douglas Gordon                       | Regne Unit, França                 |             |
| The Nine Muses                                                 | John Akomfrah                        | Regne Unit, Ghana                  |             |
| Per questi stretti morire (Ovvero cartografia di una passione) | Giuseppe M. Gaudino, Isabella Sandri | Itàlia                             |             |
| Xifang Qu Ci Bu Yuan                                           | Wenhai Huang                         | R.P. de la Xina                    |             |
| Robinson in Ruins                                              | Patrick Keiller                      | Regne Unit                         |             |
| El sicario Room 164                                            | Gianfranco Rosi                      | França, Itàlia                     |             |
| Sheoeyin kenna                                                 | Maher Abi Samra                      | Líban, França, Emirats Àrabs Units |             |
| Zelal                                                          | Marianne Khoury, Mustapha Hasnaoui   | Egipte, França                     |             |

Títol il·luminat indica guanyador del premi Orizzonti.
Curtmetratges i migmetratges
| Mig i curtmetratges de ficció                 | Mig i curtmetratges de ficció | Mig i curtmetratges de ficció | Mig i curtmetratges de ficció |
| Títol                                         | Duració                       | Director(s)                   | País                          |
| --------------------------------------------- | ----------------------------- | ----------------------------- | ----------------------------- |
| 21 Ke (animació)                              | 29'                           | Xun Sun                       | R.P. de la Xina               |
| 720 Degrees                                   | 5'                            | Ishtiaque Zico                | Bangladesh                    |
| The Agent                                     | 12'                           | Vincent Gallo                 | Estats Units                  |
| Casus Belli                                   | 11'                           | Georgios Zois                 | Grècia                        |
| Brilianty                                     | 26'                           | Rustam Khamdamov              | Rússia                        |
| The External World (animació)                 | 15'                           | David Oreilly                 | Alemanya                      |
| Nok Ka Mhin                                   | 11'                           | Chaisiri Jiwarangsan          | Tailàndia                     |
| John's Gone                                   | 21'                           | Josh & Benny Safdie           | Estats Units                  |
| The Leopard [fora de competició]              | 20'                           | Isaac Julien                  | Regne Unit, Itàlia            |
| Lif og Daudi Henry Darger                     | 6'                            | Bertrand Mandico              | França, Islàndia              |
| Man In A Room                                 | 6'                            | Rafael Palacio Illingworth    | Estats Units, Mèxic, Suïssa   |
| Haru No Shikumi (animació)                    | 5'                            | Atsushi Wada                  | Japó                          |
| Tse                                           | 35'                           | Roee Rosen                    | Israel                        |
| Painéis de São Vicente de Fora, visão poética | 16'                           | Manoel De Oliveira            | Portugal                      |
| El Pozo                                       | 8'                            | Guillermo Arriaga             | Mèxic                         |
| Chi Di                                        | 21'                           | Clara Law                     | Hong Kong, Austràlia          |
| Woman I                                       | 20'                           | Nuntanat Duangtisarn          | Tailàndia                     |

| Mig i curtmetratges experimentals | Mig i curtmetratges experimentals | Mig i curtmetratges experimentals     | Mig i curtmetratges experimentals |
| Títol                             | Duració                           | Director(s)                           | País                              |
| --------------------------------- | --------------------------------- | ------------------------------------- | --------------------------------- |
| Atom                              | 30'                               | Markus Loeffler, Andrée Korpys        | Alemanya                          |
| Les Barbares                      | 5'                                | Jean Gabriel Périot                   | França                            |
| Cold Clay, Emptiness…             | 7'                                | Sj. Ramir                             | Nova Zelanda                      |
| Coming Attractions                | 25'                               | Peter Tscherkassky                    | Àustria                           |
| Erään Hyönteisen Tuho             | 7'                                | Hannes Vartiainen, Pekka Veikkolainen | Finlàndia                         |
| Diane Wellington                  | 15'                               | Arnaud Des Pallières                  | França                            |
| The Futurist                      | 4'                                | Emily Richardson                      | Regne Unit                        |
| House                             | 9'                                | Doug Aitken                           | Estats Units                      |
| Voodhushevlenie                   | 45'                               | Galina Myznikova, Sergey Provorov     | Rússia                            |
| La linea generale                 | 16'                               | Oleg Tcherny                          | França                            |
| A Loft [fora de competició]       | 16'                               | Ken Jacobs                            | Estats Units                      |
| Mc Mclean, Magic For Beginners    | 20'                               | Jesse Mclean                          | Estats Units                      |
| Mouse Palace                      | 10'                               | Harald Hund, Paul Horn                | Àustria                           |
| O mundo è belo                    | 9'                                | Luiz Pretti                           | Brasil                            |
| Non si può nulla contro il vento  | 6'                                | Flatform                              | Itàlia                            |
| Shadow Cuts                       | 5'                                | Martin Arnold                         | Àustria                           |
| Stardust                          | 20'                               | Nicolas Provost                       | Bèlgica                           |
| Weak Rot Front (Slabyj Rot Front) | 12'                               | Victor Alimpiev                       | Rússia                            |

| Mig i curtmetratges documentals                             | Mig i curtmetratges documentals | Mig i curtmetratges documentals | Mig i curtmetratges documentals |
| Títol                                                       | Duració                         | Director(s)                     | País                            |
| ----------------------------------------------------------- | ------------------------------- | ------------------------------- | ------------------------------- |
| Il Capo                                                     | 15'                             | Yuri Ancarani                   | Itàlia                          |
| Qiao                                                        | 13'                             | Wenhai Huang                    | R.P. de la Xina                 |
| Un Anno Dopo – Progetto Memory Hunters [fora de competició] | 22'                             | Carlo Liberatore, a.o.          | Itàlia                          |
| Future Archaeology                                          | 20'                             | Armin Linke, Françasco Mattuzzi | Itàlia, Alemanya                |
| On Rubik's Road (Pa Rubika Celu)                            | 30'                             | Laila Pakalnina                 | Letònia                         |
| Indefatigable                                               | 7'                              | Ruth Jarman, Joe Gerhardt       | Equador, Regne Unit             |
| How To Pick Berries (Miten Marjoja Poimitaan)               | 19'                             | Elina Talvensaari               | Finlàndia                       |
| The Future Will Not Be Capitalism                           | 19'                             | Sasha Pirker                    | Àustria                         |

Títol il·luminat indica el guanyador del premi Orizzonti als mig i curtmetratges.

### Controcampo Italiano
En aquesta secció es van projectar les següents pel·lícules, que representen "noves tendències del cinema italià".
En competició
| Pel·lícules                             | Pel·lícules        | Pel·lícules |
| Títol                                   | Director(s)        |             |
| --------------------------------------- | ------------------ | ----------- |
| 20 Sigarette                            | Aureliano Amadei   |             |
| Il Primo Incarico                       | Giorgia Cecere     |             |
| Into Paradisco                          | Paola Randi        |             |
| I baci mai dati (pel·lícula d'apertura) | Roberta Torre      |             |
| Ma che storia... (Documental)           | Gianfranco Pannone |             |
| Tajabone                                | Salvatore Mereu    |             |
| A Woman                                 | Giada Colagrande   |             |

| Curtmetratges         | Curtmetratges | Curtmetratges                  |
| Títol                 | Min.          | Director(s)                    |
| --------------------- | ------------- | ------------------------------ |
| Achille               | 19'           | Giorgia Farina                 |
| Bassa Marea           | 15'           | Roberto De Paolis              |
| Come Un Soffio        | 7'            | Michela Cescon                 |
| Niente Orchidee       | 14'           | Simone Godano, Leonardo Godano |
| Sposerò Nichi Vendola | 16'           | Andrea Costantino              |

Títol il·luminat indica guanyador del premi Controcampo Italiano.
fora de competició – Pel·lícules i documentals
| Títol                                          | Gènere     | Director(s)                          | País                 |
| ---------------------------------------------- | ---------- | ------------------------------------ | -------------------- |
| Flaiano: Il meglio è passato                   | Documental | Giancarlo Rolandi, Steve Della Casa  | Itàlia               |
| Fughe e approdi                                | Documental | Giovanna Taviani                     | Itàlia               |
| Tarda estate                                   | Drama      | Antonio Di Trapani, Marco De Angelis | Itàlia               |
| Il Loro Natale                                 | Documental | Gaetano Di Vaio                      | Itàlia               |
| Se hai una montagna di neve, tienila all'ombra | Documental | Elisabetta Sgarbi, Eugenio Lio       | Itàlia               |
| Ward 54                                        | Documental | Monica Maggioni                      | Itàlia, Estats Units |

### Retrospectiva de la comèdia italiana
Les següents pel·lícules es van mostrar com a part d 'una secció retrospectiva sobre la comèdia italiana, titulada "L'estat de les coses", que abasta els anys 1937 a 1988.
| Títol                      | Director(s)              | Any d'estrena |
| -------------------------- | ------------------------ | ------------- |
| Le quattro verità          | Alessandro Blasetti      | 1962          |
| Non ti pago!               | Carlo Ludovico Bragaglia | 1942          |
| I cuori infranti           | Vittorio Caprioli        | 1963          |
| Casotto                    | Sergio Citti             | 1977          |
| Io non spezzo... rompo     | Bruno Corbucci           | 1971          |
| Il domestico               | Luigi Filippo D'Amico    | 1974          |
| Allegri masnadieri         | Marco Elter              | 1937          |
| Tutta la città canta       | Riccardo Freda           | 1945          |
| Lo scatenato               | Franco Indovina          | 1967          |
| Imputato alzatevi!         | Mario Mattoli            | 1939          |
| È arrivato il cavaliere    | Mario Monicelli, Steno   | 1950          |
| Guardie e ladri            | Mario Monicelli, Steno   | 1951          |
| Fracchia la belva umana    | Neri Parenti             | 1981          |
| L'onorata società          | Riccardo Pazzaglia       | 1961          |
| Lo scapolo                 | Antonio Pietrangeli      | 1955          |
| Il ragazzo di campagna     | Castellano & Pipolo      | 1984          |
| Il commissario Lo Gatto    | Dino Risi                | 1987          |
| Il giovedì                 | Dino Risi                | 1963          |
| Le pillole di Ercole       | Luciano Salce            | 1962          |
| Botta e risposta           | Mario Soldati            | 1950          |
| Un giorno in pretura       | Steno                    | 1954          |
| Febbre da cavallo          | Steno                    | 1976          |
| Il mantenuto               | Ugo Tognazzi             | 1961          |
| Eccezzziunale... veramente | Carlo Vanzina            | 1982          |
| Vacanze di Natale          | Carlo Vanzina            | 1983          |
| Compagni di scuola         | Carlo Verdone            | 1988          |

## Seccions autònomes

### Setmana de la Crítica del Festival de Cinema de Venècia
Les següents pel·lícules foren exhibides com en competició per la 25a Setmana de la Crítica:
| En competició      | En competició             | En competició     | En competició |
| Títol              | Director(s)               | País de producció |               |
| ------------------ | ------------------------- | ----------------- | ------------- |
| Hai paura del buio | Massimo Coppola           | Itàlia            |               |
| Angèle et Tony     | Alix Delaporte            | França            |               |
| Svinalängorna      | Pernilla August           | Suècia            |               |
| Oca                | Vlado Škafar              | Eslovènia         |               |
| Hora Proelefsis    | Syllas Tzoumerkas         | Grècia            |               |
| Martha             | Marcelino Islas Hernández | Mèxic             |               |
| Hitparzut X        | Eitan Zur                 | Israel            |               |

| Esdeveniments especials - fora de competició | Esdeveniments especials - fora de competició | Esdeveniments especials - fora de competició | Esdeveniments especials - fora de competició |
| Line-up                                      | Títol original                               | Director(s)                                  | País                                         |
| -------------------------------------------- | -------------------------------------------- | -------------------------------------------- | -------------------------------------------- |
| Pel·lícula d'apertura                        | 'Notte Italiana                              | Carlo Mazzacurati                            | Itàlia                                       |
| Pel·lícula de clausura                       | Limbunan                                     | Gutierrez Mangansakan II                     | Filipines                                    |

### Dies de Venècia
Les següents pel·lícules foren seleccionades per la 7a edició de la secció autònoma Dies de Venècia (Giornate Degli Autori):
| En competició                                   | En competició                          | En competició                  | En competició |
| Títol                                           | Director(s)                            | País de producció              |               |
| ----------------------------------------------- | -------------------------------------- | ------------------------------ | ------------- |
| Cielo Senza Terra                               | Giovanni Maderna & Sara Pozzoli        | Itàlia                         |               |
| Cirkus Columbia                                 | Danis Tanović                          | Bòsnia i Hercegovina, a.o.     |               |
| Cogunluk                                        | Seren Yüce                             | Turquia                        |               |
| Et in terra pax                                 | Matteo Botrugno & Daniele Coluccini    | Itàlia                         |               |
| Il sangue verde                                 | Andrea Segre                           | Itàlia, França                 |               |
| Incendies                                       | Denis Villeneuve                       | Canadà, França                 |               |
| L'amore buio]                                   | Antonio Capuano                        | Itàlia                         |               |
| La vida de los peces                            | Matías Bize                            | Xile, França                   |               |
| La vita al tempo della morte (Documental)       | Andrea Caccia                          | Itàlia                         |               |
| Le bruit des glaçons                            | Bertrand Blier                         | França                         |               |
| Lisetta Carmi, un'anima in cammino (Documental) | Daniele Segre                          | Itàlia                         |               |
| Noir océan                                      | Marion Hänsel                          | Bèlgica, Alemanya, França      |               |
| Notre étrangère                                 | Sarah Bouyain                          | França, Burkina Faso           |               |
| Pequeñas voces (Documental, animació)           | Jairo Eduardo Carrillo & Oscar Andrade | Colòmbia                       |               |
| Scena del crimine (Documental)                  | Walter Stokman                         | Països Baixos, Itàlia          |               |
| The Accordion (curt)                            | Jafar Panahi                           | Itàlia, Brasil, França, Suïssa |               |
| The Happy Poet                                  | Paul Gordon                            | Estats Units                   |               |

| Premi Lux         | Premi Lux              | Premi Lux                  | Premi Lux |
| Títol             | Director(s)            | País de producció          |           |
| ----------------- | ---------------------- | -------------------------- | --------- |
| Akadimia Platonos | Filippos Tsitos        | Grècia, Alemanya           |           |
| Die Fremde        | Feo Aladag             | Alemanya                   |           |
| Illégal           | Olivier Masset-Depasse | Bèlgica, Luxemburg, França |           |

## Premis

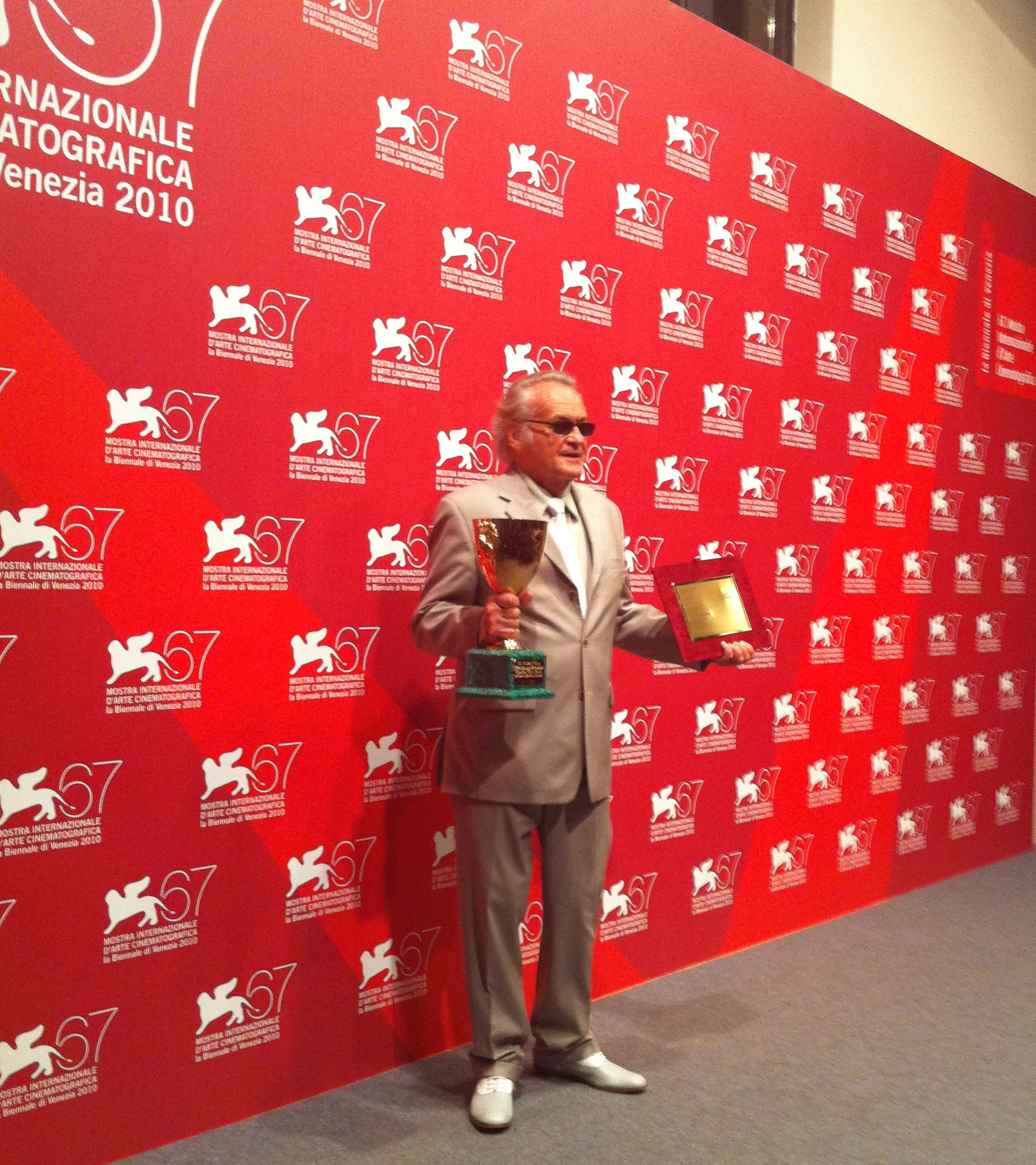
Jerzy Skolimowski

A partir de la 67a edició del festival, es van establir quatre nous premis per a la secció Orizzonti: el premi Orizzonti (per a llargmetratges), el premi especial Orizzonti del jurat (per a llargmetratges), el premi Orizzonti de curtmetratges i el premi Orizzonti de pel·lícules de durada mitjana.

### Selecció oficial
Els premis concedits en la 67a edició foren:
En Competición (Venezia 67)
- Lleó d'Or: Somewhere de Sofia Coppola
- Lleó d'Argent al millor director: Álex de la Iglesia per Balada triste de trompeta
- Premi Especial del Jurat: Essential Killing de Jerzy Skolimowski
- Copa Volpi al millor actor: Vincent Gallo, per Essential Killing
- Copa Volpi a la millor actriu: Ariane Labed, per Attenberg
- Premi Marcello Mastroianni al millor actor o actriu emergent: Mila Kunis per Black Swan
- Osella a la millor fotografia: Mikhail Krichman per Ovsyanki
- Osella al millor guió: Álex de la Iglesia per Balada triste de trompeta

Horitzons (Orizzonti)
- Premi Orizzonti: Verano de Goliat de Nicolás Pereda
- Premi Especial del Jurat Orizzonti: The Forgotten Space de Noël Burch i Allan Sekula
- Premi Orizzonti per curtmetratges: Coming Attractions de Peter Tcherkassky
- Premi Orizzonti per migmetratges: Tse de Roee Rosen

Menció especial: Jean Gentil de Laura Amelia Guzmán i Israel Cárdenas
- Nominació Venècia als Premis de Cinema Europeus 2009: The External World de David Oreilly (conferit pel jurat d'Horizons)

Controcampo Italiano
- Millor pel·lícula: 20 Sigarette d'Aureliano Amadei

Menció especial: Vinicio Marchioni pel seu paper a 20 Sigarette
Premis especials
- Lleó especial per la seva carrera: Monte Hellman
- Premi Jaeger-Le Coultre Glory al cineasta: Mani Ratnam
- Premi Persol 3-D a la millor pel·lícula estereoscòpica: Avatar de James Cameron
- Premi L'Oréal Paris pel cinema: Vittoria Puccini

### Seccions autònomes
Els següents premis oficials i col·laterals foren concedits a pel·lícules de les seccions autònomes:
Setmana dels Crítics de Cinema Internacional de Venècia
- Premi "Regió del Vènet per qualitat de cinema": Svinalängorna de Pernilla August
- Premi Especial Fundació Christopher D. Smithers: Svinalängorna de Pernilla August

Premi FEDIC - Menció especial: ''Hai paura del buio de Massimo Coppola
Dies de Venècia (Giornati degli Autori)
- Lleó del futur

Premi "Luigi de Laurentis" per una pel·lícula de debut: Cogunluk de Seren Yüce
- Premi Label Europa Cinemas: Le bruit des glaçons de Bertrand Blier

Menció especial: Incendies de Denis Villeneuve
- Premi Biografilm Lancia: Incendies de Denis Villeneuve
- Premi CinemAvvenire "Il cerchio non è rotondo": Cirkus Columbia de Danis Tanović
- Premi Lanterna Magica (Cgs): L'amore buio d'Antonio Capuano
- Premi FEDIC L'amore buio de Antonio Capuano

Premi Lina Mangiacapre - Menció especial: Jafar Panahi per The Accordion (curt)
- Premi AIF Forfilmfest: L'amore buio de Antonio Capuano
- Gianni Astrei Award: L'amore buio de Antonio Capuano
- Selecció Cinema.Doc – Dies de Venècia: Il sangue verde d'Andrea Segre
- Ratolí de Plata: Incendies de Denis Villeneuve

### Altres premis col·laterals
Els següents premis col·laterals foren concedits a pel·lícules de la selecció oficial:
- Premi FIPRESCI:[35]
  - Millor pel·lícula (Competició): Ovsyanki d'Aleksei Fedorchenko
  - Millor pel·lícula (Horitzons): El sicario Room 164 de Gianfranco Rosi (Horitzons)
- Premi SIGNIS: Meek's Cutoff de Kelly Reichardt

Menció especial: Ovsyanki d'Aleksei Fedorchenko
- Premi Francesco Pasinetti (SNGCI): 
  - Millor pel·lícula: 20 Sigarette d'Aureliano Amadei (Controcampo Italiano)
  - Millor actriu: Alba Rohrwacher per La solitudine dei numeri primi
- Premi Cicae: La belle endormie de Catherine Breillat
- Premi Leoncino d'oro Agiscuola: Barney’s Version de Richard J. Lewis

Recomanació Cinema per UNICEF: Miral de Julian Schnabel
- Premi La Navicella – Venezia Cinema: Jiabiangou de Wang Bing
- Premi C.I.C.T. UNESCO Enrico Fulchignoni: Miral de Julian Schnabel
- Premi Biografilm Lancia:
  - I'm Still Here de Casey Affleck (fora de competició)
  - A Letter to Elia de Martin Scorsese & Kent Jones (fora de competició)
  - Prezit svuj zivot de Jan Švankmajer (fora de competició)
  - 20 Sigarette d'Aureliano Amadei (Controcampo Italiano)
  - El Sicario - Room 164 de Gianfranco Rosi (Horizons)
- Premi Nazareno Taddei: Ovsyanki d'Aleksei Fedorchenko
- Premi CinemAvvenire: Essential Killing de Jerzy Skolimowski
- Premi Igualtat d'Oportunitats: Vénus noire d'Abdellatif Kechiche
- Premi Future Film Festival Digital: Dí Rénjié Zhī Tōngtiān Dìguó de Tsui Hark

Menció especial: Zeburâman: Zebura Shiti no gyakushû i Jūsannin no Shikaku de Miike Takashi
- Premi Brian: I baci mai dati de Roberta Torre
- Premi Lleó Queer: En el futuro de Mauro Andrizzi (Horitzons)
- Premi Arca Cinemagiovani:
  - Millor pel·lícula (Venezia 67): Balada triste de trompeta d'Álex de la Iglesia
  - Premi Roberto Bognanno: Potiche de Francois Ozon
- Premi Lina Mangiacapre: Attenberg d'Athina Rachel Tsangari
- Premi UK - Italia Creative Industries – Millor Pressupost Innovador: Tajabone de Salvatore Mereu (Controcampo Italiano)
- Fondazione Mimmo Rotella: La pecora nera d'Ascanio Celestini
- Premio Selezione Cinema.Doc – Selecció Oficial: El sicario room 164 de Gianfranco Rosi (Horitzons)
- Ratolí d'Or: Ovsyanki d'Aleksei Fedorchenko
- Premio Open: John Woo